# 汐潮級潛艇
夕潮級潛艦為日本海上自衛隊的常規柴電動力潛艦。是由日本三菱重工業神戶造船所和川崎重工業神戸工場於1976年開始造艦工程，共建造同級型10艘分別在1980年至1989年服役，每年一艘的速度成軍。夕潮級潛艦為前型"渦潮級"的改良型，不過在基本構型特徵上仍與渦潮級類似，都是雙殼淚滴型艦體、單軸五葉式螺旋槳、十字尾翼與艦艏水平翼位於帆罩上。夕潮級在同級的第五艘灘潮號（SS-577），在武裝系統、艦體材料上進行了改良，噸位也較前四艘加大50噸左右；材料的改進在採用標準更高的耐壓鋼板，以增加耐壓潛航深度。此外，沖潮號（SS-576）更是日本海上自衛隊首艘配備拖曳式聲納的日本潛艦。
夕潮級潛艦在1999年至2006年陸續完成除役或轉換成訓練用潛艦，由次型春潮級潛艦逐一取代；其中，秋潮號（SS-579）於2004年除役後，在2006年被放置在海上自衛隊吳史料館供展示。

## 同型艦特色
| 同型艦名             | 編號 | 番號   | 動工           | 下水          | 服役          | 除役          | 艦籍變更                                                 | 製造商   |
| -------------------- | ---- | ------ | -------------- | ------------- | ------------- | ------------- | -------------------------------------------------------- | -------- |
| 夕潮號（ゆうしお）   | 8088 | SS-573 | 1976年12月21日 | 1979年3月29日 | 1980年2月26日 | 1999年3月11日 | 1996年8月1日特務艦                                       | 三菱重工 |
| 望潮號（もちしお）   | 8089 | SS-574 | 1978年5月9日   | 1980年3月12日 | 1981年3月5日  | 2000年3月11日 | 1997年8月1日特務艦                                       | 川崎重工 |
| 瀨戶潮號（せとしお） | 8090 | SS-575 | 1979年4月17日  | 1981年2月10日 | 1982年3月17日 | 2001年3月30日 | 1999年3月10日特務艦 (ATSS-8008) 。2000年3月9日訓練型潛艦 | 三菱重工 |
| 沖潮號（おきしお）   | 8091 | SS-576 | 1980年4月17日  | 1982年3月5日  | 1983年3月1日  | 2003年3月1日  | 2001年3月29日訓練型潛艦                                  | 川崎重工 |
| 改良型               |      |        |                |               |               |               |                                                          |          |
| 灘潮號（なだしお）   | 8092 | SS-577 | 1981年4月16日  | 1983年1月27日 | 1984年3月6日  | 2001年6月1日  |                                                          | 三菱重工 |
| 濱潮號（はましお）   | 8093 | SS-578 | 1982年4月8日   | 1984年2月1日  | 1985年3月5日  | 2006年3月9日  | 2003年3月4日訓練型潛艦                                   | 川崎重工 |
| 秋潮號（あきしお）   | 8094 | SS-579 | 1983年4月15日  | 1985年1月22日 | 1986年3月5日  | 2004年3月3日  | 海上自衛隊吳史料館展示船                                 | 三菱重工 |
| 雄潮號（たけしお）   | 8095 | SS-580 | 1984年4月3日   | 1986年2月19日 | 1987年3月3日  | 2005年3月9日  |                                                          | 川崎重工 |
| 雪潮號（ゆきしお）   | 8096 | SS-581 | 1985年4月11日  | 1987年1月23日 | 1988年3月11日 | 2008年3月7日  | 2006年3月9日訓練型潛艦                                   | 三菱重工 |
| 幸潮號（さちしお）   | 8097 | SS-582 | 1986年4月11日  | 1988年2月17日 | 1989年3月24日 | 2006年4月14日 |                                                          | 川崎重工 |

## 圖庫

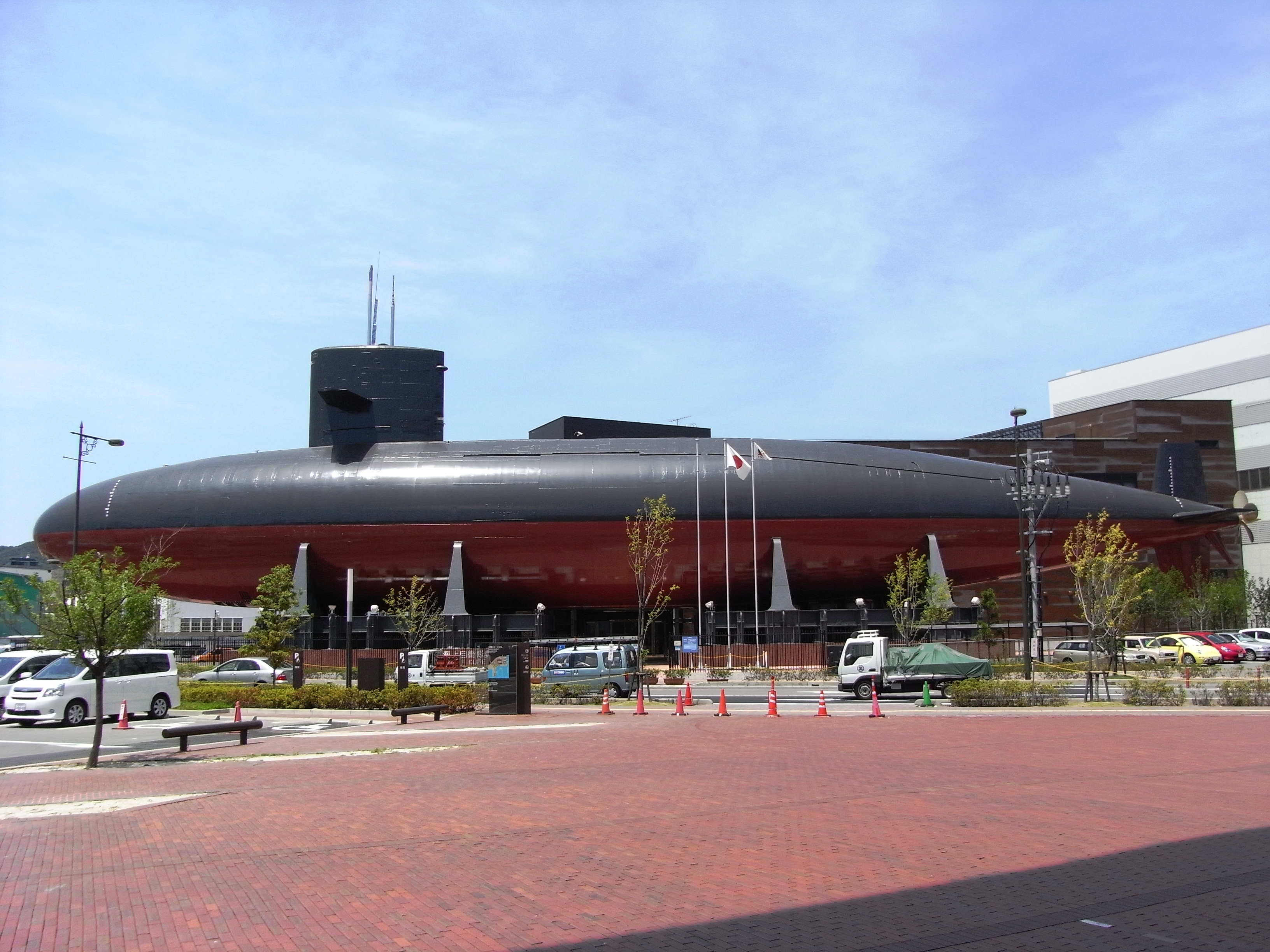
在海上自衛隊吳史料館展示的夕潮級潛艦"秋潮號(SS-579)"。
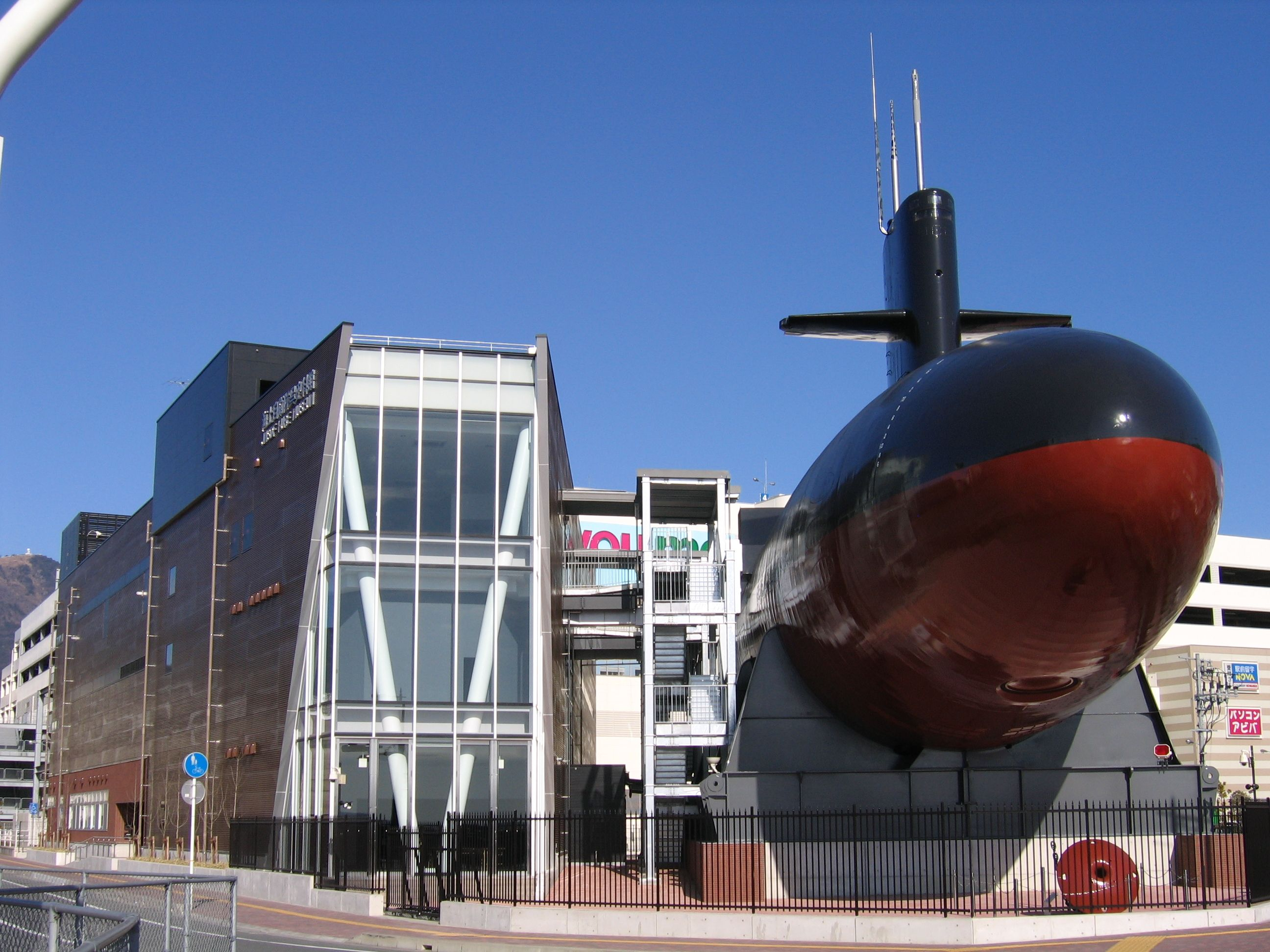
夕潮級潛艦"秋潮號(SS-579)"除役後被放置在海上自衛隊吳史料館展示。
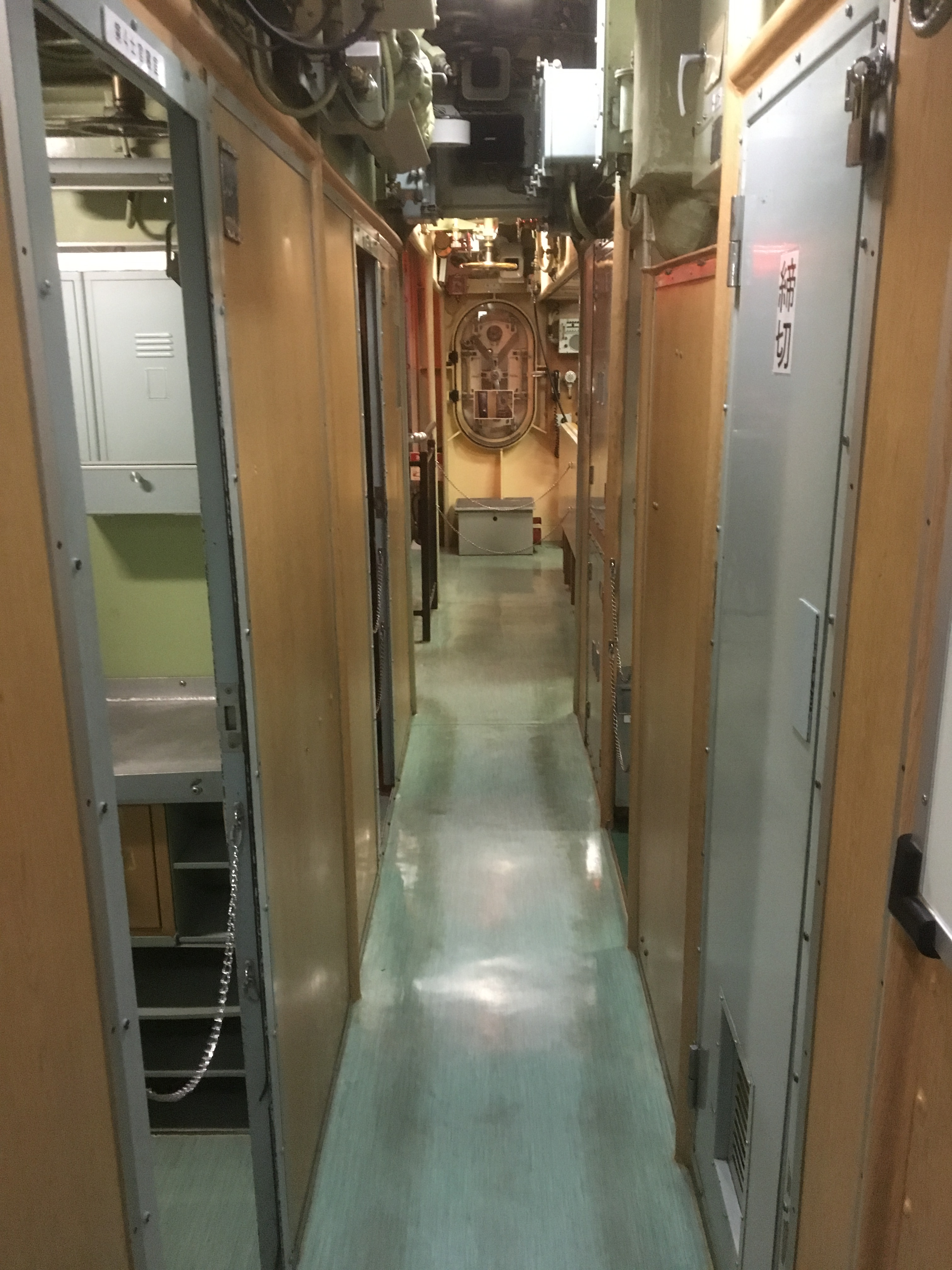
除役後被放置在海上自衛隊吳史料館展示的夕潮級潛艦"秋潮號(SS-579)"艦艇內部